# Джордж Захариас
Тео́дорос Ветоя́нис (греч. Θεόδωρος Βετογιάνης, англ. Theodore Vetoyanis; 28 февраля 1908, Пуэбло, Колорадо, США — 22 мая 1984, Тампа, Флорида, США) — американский рестлер греческого происхождения, спортивный промоутер. Выступал на ринге под именем Джордж Заха́риас (греч. Γεώργιος Ζαχάριας, англ. George Zaharias), а также в 1930-х был широко известен как «Кричащий грек из Крипл Крик» (англ. The Crying Greek from Cripple Creek) и «Греческая гиена» (англ. The Greek Hyena). Был членом Американо-греческого прогрессивного просветительского союза.

## Биография
Родился 28 февраля 1908 года в городе Пуэбло (Колорадо, США) в семье рабочих греков Гаса и Димитры Ветоянис родом из города Триполи (Аркадия, Пелопоннес, Греция), где отец Теодороса трудился на сталеплавильном заводе, а по приезде в Колорадо стал фермером.
Имя, данное ему при рождении (Теодорос), он, как и многие иммигранты, американизировал. Его промоутер дал ему прозвище «Захариас» (от греч. ζάχαρη — сахар). Двое братьев и племянник Теодороса занимались рестлингом под этим же именем.
Одна из самых знаменитых схваток Захариаса состоялась 19 ноября 1931 года на арене Мейпл Лиф-гарденс в Торонто (Канада), где Захариас сошёлся с другим профессиональным рестлером греческого происхождения Джимом Лондосом, потерпев поражение. Этот бой собрал самую многочисленную аудиторию зрителей (14 350 человек) из всех других поединков по реслингу, прошедших в том году в Торонто.
В 1938 году Захариас познакомился с Бейб Дидриксон, талантливой молодой легкоатлеткой, более известной в качестве гольфистки. В этом же году они поженились, и Захариас оставил реслинг, став спортивным менеджером своей супруги. Занимался также организацией реслинг-шоу и был владельцем табачного магазина в Денвере (Колорадо). Когда карьера Бейб пошла вверх, он управлял швейной мастерской, магазином женской спортивной одежды в городе Беверли-Хиллз (Калифорния), и площадкой для игры в гольф в штате Флорида, где пара проживала на пенсии.
В 1975 году актёр Алекс Каррас изобразил Захариаса в телефильме «Babe» вместе со своей будущей супругой Сьюзан Кларк, сыгравшей роль Дидриксон. Картина рассказывала историю спортсменки, выигравшей две золотые медали в соревнованиях по лёгкой атлетике на X летних Олимпийских играх 1932 года в Лос-Анджелесе, и ставшей затем чемпионкой по гольфу, а также о её борьбе с раком.
Чета Захариас не имела детей, а на свою просьбу об усыновлении ребёнка получила от полномочных органов категорический отказ.
Покойную супругу Джордж Захариас пережил на 28 лет. В январе 1960 года он женился на актрисе Бетти Бёрджесс в Лас-Вегасе (Невада). Последней женой борца была его возлюбленная детства и бывшая чемпионка по теннису Гарриет Апостолос.
Умер 22 мая 1984 года в городе Тампа (Флорида).

## Титулы и достижения
- Зал славы и музей рестлинга
  - Введён в 2020 году